# Time to Grow Up
Time to Grow Up är en EP av det australiska punkrockbandet Bodyjar, utgiven 1995.

## Låtlista
1. "Time to Grow Up"
2. "Say 2 Much"
3. "Kitchen Knife"
4. "Stab"
5. "Deceive"
6. "A Hazy Shade of Winter" (Paul Simon)

## Medverkande musiker
- Cameron Baines - sång, gitarr
- Ben Pettersson - gitarr, sång
- Grant Relf - bas, sång
- Charles Zerafa - trummor

### Fotnoter
1. ↑  ”Time to Grow Up”. Discogs.com. http://www.discogs.com/Bodyjar-Time-To-Grow-Up/release/1528438. Läst 30 april 2012.